# Call of Duty: World at War
Call of Duty: World at War is een first-person shooter ontwikkeld door Treyarch en uitgegeven door Activision voor Microsoft Windows, Nintendo DS, PlayStation 2, PlayStation 3, Wii, en de Xbox 360.

## Geschiedenis
Dit spel is het vijfde deel in de Call of Duty-reeks, exclusief de uitbreidingspakketten. De setting van het spel keert terug naar de Tweede Wereldoorlog, na de vorige titels, Call of Duty 4: Modern Warfare, moderne setting. Het spitst zich toe op het oostfront en de Pacifische oorlog van de Tweede Wereldoorlog in de versies voor Microsoft Windows, PlayStation 3, Nintendo Wii en Xbox 360. De titel, bepaalde details en geschatte uitgavedatum werden bekendgemaakt op 23 juni 2008 en het spel werd wereldwijd uitgebracht tussen 11 november 2008 en 14 november 2008. Een Windows Mobile-versie werd door Glu Mobile gemaakt en er werden verschillende verhaallijnen voor de PlayStation 2 en Nintendo DS gemaakt, maar die bleven wel in de setting van de Tweede Wereldoorlog. Het spel gebruikt een verbeterde versie van de engine van Call of Duty 4: Modern Warfare met opgevoerde audio-effecten.
Het verhaal voor de pc, PS3, Wii en Xbox 360 draait om de vroege veldslagen van de Tweede Wereldoorlog in de Grote Oceaan en in Oost-Europa met de Verenigde Staten, Japan, de Sovjet-Unie en nazi-Duitsland. Het wordt verteld door de ogen van een Marine Raider en een soldaat uit het Rode Leger en is gebaseerd op een aantal historische veldslagen. Het multiplayer deel van het spel bevat verschillende modi en een stijgingssysteem dat de speler in staat stelt om bijkomende wapens en beloningen vrij te spelen naarmate die vordert. Een nieuwe verschijning in de Call of Duty-reeks is de coöperatieve modus. Hieraan kunnen online 4 spelers meedoen en offline 2 spelers.
Het spel was het op een na bestverkopende spel in november 2008 in de Verenigde Staten met meer dan 1,41 miljoen verkochte exemplaren en verkocht in de eerste week twee keer zo goed in het Verenigd Koninkrijk in vergelijking met Call of Duty 4: Modern Warfare. Hiermee werd het spel het derde snelstverkopende spel in het Verenigd Koninkrijk. In 2008 werden er 5,89 miljoen exemplaren van het spel verkocht, en belandde het in de top vijf van wereldwijd bestverkochte games.
Het spel werd verschillend beoordeeld. Sommigen bekritiseerden de terugkeer naar de Tweede Wereldoorlog en dat het spel niet verder bouwde op de moderne setting, waar anderen de rauwe, donkere kant van oorlog prezen. Het werd ook bekritiseerd op het constant vooruitspringen in de tijdlijn tijdens de campagne, maar werd daarentegen geprezen voor de nieuwe coöp-modus en nazi-zombies. De reden dat dit spel terug naar de Tweede Wereldoorlog ging, is omdat er al aan gewerkt werd voordat Call of Duty 4: Modern Warfare uitkwam. Treyarch was al bezig met de aanmaak van dit spel voordat het uitkwam dat Call of Duty 4: Modern Warfare in de moderne tijd zou afspelen.

## Gameplay
Call of Duty: World at War is qua interactie met de omgeving iets anders dan de vorige Tweede Wereldoorlog-edities in de Call of Duty-reeks. Zo zal de speler in zowel de single- als multiplayermodus voor het eerst kunnen zwemmen. De vlammenwerper, eerder verschenen in Call of Duty: United Offensive, komt weer terug. Ook is de omgeving van het spel gedeeltelijk verwoestbaar. Zo kunnen bomen en planten verbranden en gebouwen instorten. Waar in Call of Duty 4: Modern Warfare alleen aanvalshonden een quicktime-event hadden, hebben in World at War naast honden ook zogenaamde "Banzai" kamikazes een quicktime-event.
De singleplayer heeft twee campagnes: één waar de speler als C. Miller, soldaat in het United States Marine Corps, vecht tegen het Japanse leger in de Stille Oceaan en één waar de speler Dimitri Petrenko speelt, een soldaat van het Russische Rode Leger aan het oostfront. Hierbij rukt de speler op tot in Berlijn. Er is wel een uitzondering in de Amerikaanse campagne: in de missie 'Black Cats' speel je Petty Officer Locke.

### Multiplayer
World at War introduceert het Co-Op systeem. Maximaal vier spelers kunnen met elkaar missies spelen. Op de consoles kan je met 2 split screen (gesplitst scherm) spelen en op beide de pc en de consoles kun je met 4 online co-op (coöperatief) of met 24 een gewone multiplayer match spelen. De moeilijkheidsgraad kan per speler worden opgeschroefd. In de multiplayer zelf komen ook de in Call of Duty 4 geïntroduceerde 'perks' weer terug. Er komen ook voertuigen in voor, voor het eerst sinds Call of Duty 3 op de consoles, en voor het eerst sinds Call of Duty: United Offensive op de pc.
Call of Duty world at war DS kan ook Multiplayer via wifi of met iemand linken. Het enige nadeel is dat er veel glitches zijn.

### Maps
In de wii-versie van Call of Duty: World at War zijn niet alle maps bespeelbaar. De maps die op de wii-versie bespeelbaar zijn zijn aangeduid met een sterretje(*).
De levels die in Call of Duty 5 Multiplayer bespeeld kunnen worden zijn:
- Airfield
- Asylum*
- Banzai
- Castle*
- Cliffside*
- Corrosion
- Courtyard*
- Downfall
- Hangar*
- Knee Deep
- Makin Day
- Makin*
- Nightfire
- Outskirts
- Roundhouse
- Seelow
- Station
- Sub Pens
- Upheavel*
- Battery
- Revolution
- Breach
- Dome*

## Verhaallijn
World at War begint met een overzicht van de Japanse expansie en hoe de VS daartegen optraden. De VS tekenden een embargo waardoor Japan ongeveer 90% van zijn olietoevoer verloor. Daarna vielen de Japanners onverwacht zonder voorafgaande oorlogsverklaring Pearl Harbor aan om de Amerikaanse vloot in de Stille Oceaan uit schakelen, zodat ze vrije hand zouden hebben om de olievelden in Maleisië en Nederlands-Indië te bezetten. Als reactie hierop lieten veel Amerikanen die voorstanders waren van een isolationistische politiek hun bezwaren vallen, raakte de VS betrokken bij een totale oorlog en werd de productie van militair materiaal dat nodig was voor de oorlog sterk opgevoerd.

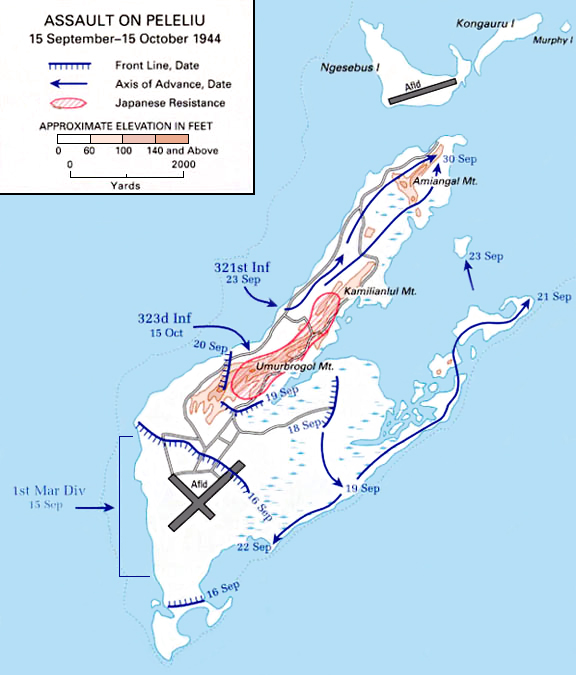
Kaart van het gevecht om Peleliu

De campagne van de mariniers begint met een reddingsactie op Makin, wat bezet is door Japanners. Hiermee wordt de inval van Makin nagebootst. De reddingsactie is bedoeld voor vermiste mariniers waaronder soldaat Miller. Soldaat Pyle is net voordat de mariniers hem kunnen redden gemarteld en vermoord. Miller staat op het punt ook vermoord te worden, maar korporaal Roebuck steekt de Japanner dood en Miller is gered. Carlsons Raiders (de desbetreffende eenheid die de reddingsactie uitvoerde) vernietigen een munitiedepot en als de mariniers op het punt staan te vertrekken van Makin, wordt Miller door een Japanner met een zwaard verwond. Sergeant Sullivan trekt zijn handpistool, schiet de Japanner neer en trekt Miller in een motorbootje en Miller overleeft het.
Twee jaar later bestormen Miller, Sullivan, Roebuck, Polonsky en andere mariniers van de "1st Marine Division" Peleliu. Hier moet de divisie de weg voor tanks en andere troepen vrij maken door een aantal Japanse bunkers en tanks te vernietigen en een mortierput overhoop te schieten. Kort daarna wordt Sullivan door een Japanner dodelijk verwond met een zwaard. Later trekt de divisie, onder leiding van de tot sergeant gepromoveerde Roebuck, door een moeras om een vliegveld op de Japanners veroveren. Daar loopt ze in een hinderlaag door een geboobytrapt neergestort vliegtuig. Wanneer ze het vliegveld veroverd hebben moeten ze deze verdedigen van een tegenaanval waarbij ze worden bijgestaan door jachtvliegtuigen die de Japanners met napalm bestoken.
In de tussentijd werd er in Europa gevochten tussen de geallieerden en voornamelijk de Duitsers. Het verhaal van soldaat Dimitri Petrenko begint op 17 september 1942 tijdens de Slag om Stalingrad in een fontein vol lijken en gewonden. Petrenko probeerde als enige overlevende uit de fontein te klimmen als hij merkte dat een van de soldaten nog leefde. Dat was sergeant Reznov; hij zat al een aantal dagen achter de Duitse generaal Amsel aan om hem te vermoorden. Reznov zijn handen waren echter verwond en hij vroeg Petrenko om hem te helpen Amsel te vermoorden. Onderweg kreeg Petrenko een brandende balk die op hem viel, maar Reznov hielp hem en haalde de balk van hem af. Hij en Reznov hielpen een eenheid waar Petrenko eerder in diende een communicatiepost te veroveren door sniperdekking te geven. Petrenko vermoordde Amsel en ontsnapte samen met Reznov aan tankvuur door in een rivier te springen.
Vervolgens was Petrenko gevangen door Duitsers vlak bij Seelow en werd hij gered door Reznov en zijn mannen, waaronder Chernov, die een dagboek bijhield. Reznov zei tegen Chernov dat niemand zijn boek zou lezen en het dus geen zin heeft om zoiets bij te houden. Chernov en Reznov waren het niet met elkaar eens wat betreft het omgaan met de vijand. Chernov vond het moord om een gewonde soldaat of een die zich overgeeft te doden, Reznov zei dat het doden bij genade is en je zo een oorlog wint.
Reznov zei ook dat het rechtvaardiging is voor de gruweldaden die de Duitsers in de Sovjet-Unie hadden begaan. De speler zelf hoeft de gewonde Duitsers niet te doden, maar in enkele gevallen doen de andere soldaten het dan in de plaats van de speler. Petrenko, Reznov en de andere soldaten vernietigden bij Seelow een aantal tanks met Panzerschrecks en veroverden een Duits kamp.
Weer in het Pacifische theater moeten Miller en de andere mariniers een drietal mortierputten onschadelijk maken door de bemanning ervan te vermoorden. Daarna konden de Amerikaanse tanks landinwaarts trekken. Toen kregen ze opdracht kustartillerie onschadelijk maken door de bunker waarin deze staan vrij te maken van Japanners. Op dat moment zijn de mariniers van de 1st Marine Division klaar op Peleliu. Een slag die volgens Sullivan eigenlijk 3 dagen had moeten duren, maar uiteindelijk 3 maanden werd.
Op 16 april 1945 zat Petrenko bij het Derde Stootleger als tankbestuurder van een T-34 en drong hij door de Duitse verdedigingslinies heen bij Seelow. Hij vernietigde Duitse tanks om een treinstation te veroveren en zo naar Pankow te reizen.
Hier werd de laatste weerstand neergeslagen voordat het Rode Leger een dag later in de straten van Berlijn vocht. Eenmaal in Berlijn, vochten Petrenko en Reznov gebouw per gebouw en moesten ondertussen uitkijken voor hun eigen artillerievuur. Ze kwamen op een gegeven moment uit in de Berlijnse metro waar de Duitsers hen probeerden te verdrinken. Onder andere Petrenko, Reznov en Chernov overleefden het.

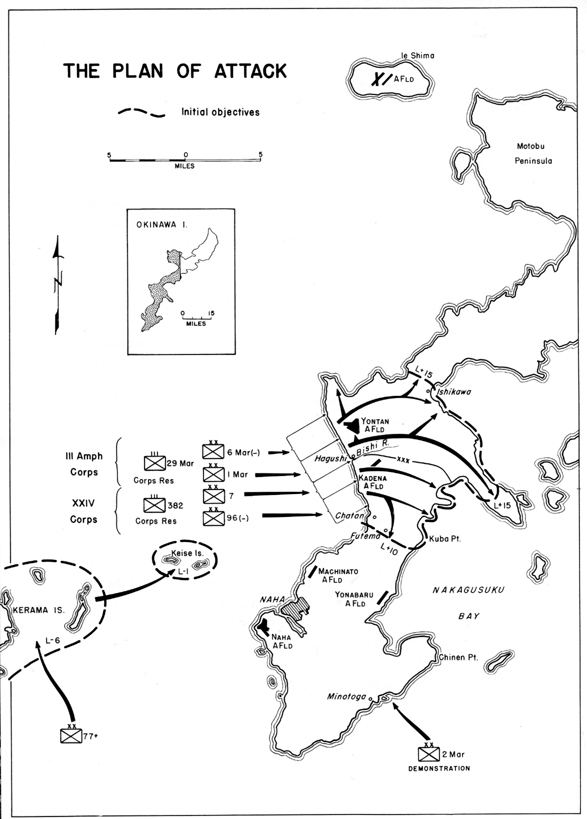
Origineel aanvalsplan om Okinawa te veroveren

Het spel luidt de slag om Okinawa in met Kwartiermeester Locke, een boordschutter samen met Laughlin op de Catalina "Mantaray" van het Black Cat eskader die deelneemt aan een missie samen met een andere Catalina genaamd "Hammerhead" om een vloot Japanse koopvaardijschepen ten zuiden van Okinawa vernietigen omdat die eigenlijk wapens en munitie vervoert. Net nadat ze dit gedaan hebben krijgt Landry, de radio-operator, een noodoproep van een Amerikaanse vloot. Hammerhead is op dat moment al beschadigd, maar ze besluiten door te gaan. Vlak bij de Amerikaanse vloot worden Mantaray en Hammerhead aangevallen door Japanse Zero's. Deze halen Hammerhead neer en de Mantaray moet nu alleen verder om de Amerikanen te redden. De Catalina daalt neer op het water en gaat zo verder om eventuele overlevenden te redden. Locke en de andere boordschutter halen veel Zero's neer, maar op het moment dat hun munitie op is wordt de Mantaray gered door een Amerikaans eskader jachtvliegtuigen.

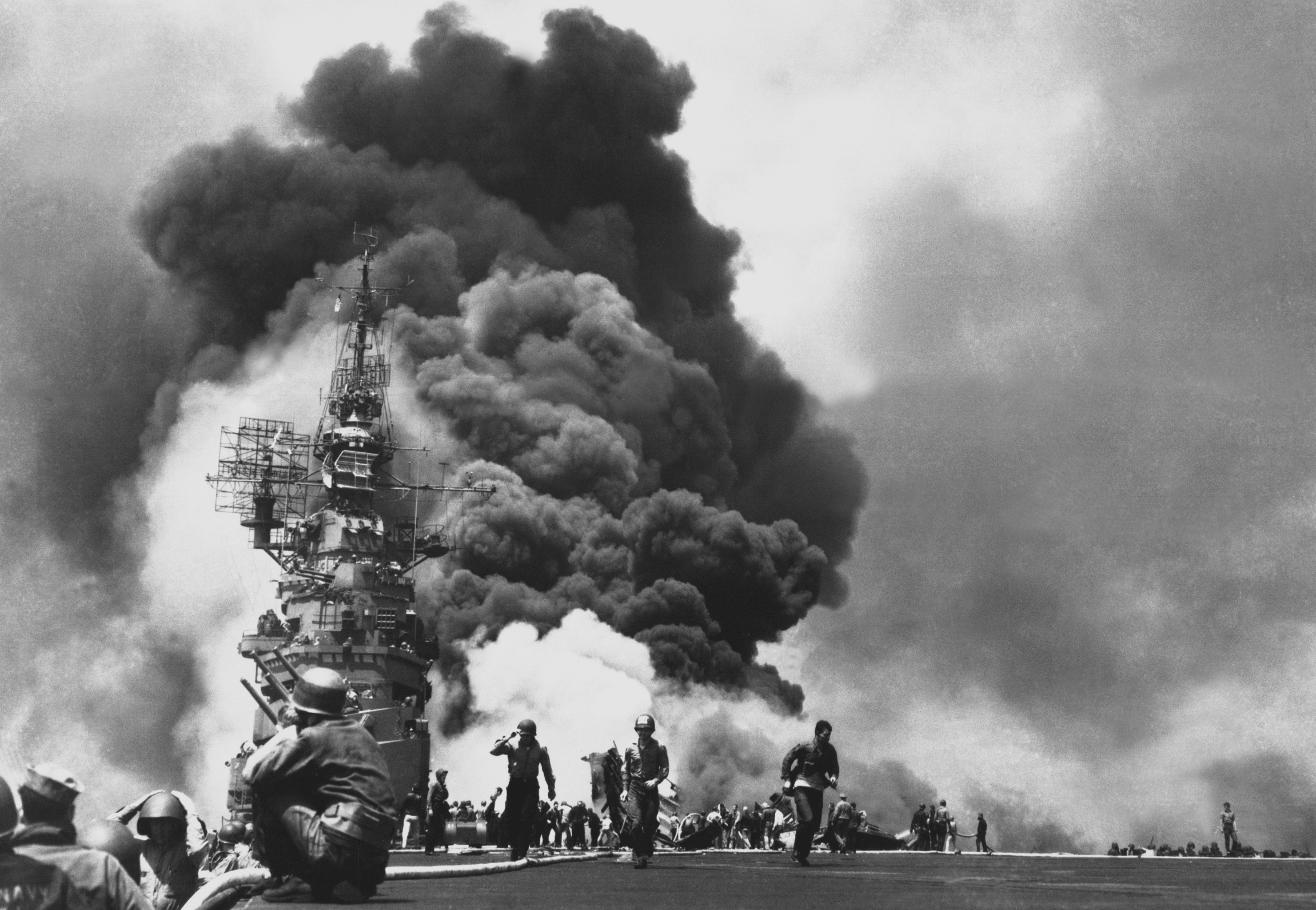
USS Bunker Hill in brand na geraakt te zijn door twee kamikazes

Het verhaal van Miller, Roebuck en Polonsky wordt op Okinawa vervolgd op 14 mei 1945. Op die dag moet Miller bij Wana richel een Japanse burcht veroveren. Een dag later gaan de mariniers naar het Shuri-kasteel om de laatste slag van Okinawa te leveren. De speler krijgt hier het dilemma om óf Roebucks leven te redden óf dat van Polonsky. Bijna het gehele kasteel wordt vernietigd. Miller en de andere mariniers mogen na deze slag naar huis.
Het spel springt weer naar het verhaal van de Sovjetsoldaat Dimitri Petrenko op het moment dat Reznov hem uit de Berlijnse metro helpt nadat deze onder water werd gezet. Reznov geeft Chernov een vlag van de Sovjet-Unie, omdat Reznov vond dat Chernov ten minste bereid moest zijn om te sterven voor zijn land in plaats van niet te vechten. Ze krijgen de orders om de Duitsers in gebouwen rond de Rijksdag te doden en daarna een viertal Flak 88s uit te schakelen zodat de Russische tanks konden doorstoten. Uiteindelijk kwamen ze bij het Rijksdaggebouw aan en drongen die binnen. Hierbij raakte Chernov zwaargewond door een Duitse soldaat met een vlammenwerper. Reznov pakte het dagboek van Chernov, Reznov was toch erg aangedaan en zei dat íémand Chernovs dagboek moet lezen. Petrenko en Reznov vochten tegen een SS-eregarde door totdat ze op het dak van de Rijksdag tegenover een aantal Duitsers stonden.
De Duitsers werden door een artilleriesalvo gedood en Petrenko mocht de vlag van de Sovjet-Unie op de Rijksdag plaatsen als teken van de Sovjet overwinning. Net voordat Petrenko de vlag kon neerzetten werd hij bijna doodgeschoten door een Duitse overlevende, Reznov schreeuwde en hakte hem dood met zijn kapmes. Reznov hielp Petrenko overeind en haalde de nazi vlag neer. Petrenko zette met de kracht die hij nog overhad de vlag neer. Reznov zei tegen Petrenko dat zolang Petrenko nog zou leven, het hart van het Rode Leger nooit gebroken kon worden. Reznov zei dat de dingen zouden veranderen en dat iedereen als helden zou terugkeren naar Rusland.
Er wordt dan gezien hoe er een atoombom op een van de twee Japanse steden, Hirosjima of Nagasaki, gegooid wordt om Japan, net zoals Duitsland, tot overgave te dwingen. Generaal MacArthur houdt een toespraak waarin hij hoopt dat er een betere wereld uit de oorlog zou komen. 

## Nazi Zombies
Naast de reguliere missies heeft World at War een nazi-zombie-modus. Deze modus heet "Nacht der Untoten" (Duits: nacht der ondoden). Oorspronkelijk werd deze modus vrijgespeeld na de campagne, maar door recente updates is dit niet meer het geval.
Tijdens deze Nacht der Untoten zit de speler alleen of met anderen (met één andere speler in de offline coöperatieve modus of tot met 3 anderen via Xbox Live, PlayStation Network of pc-internet) in een bunker. De speler begint met een pistool en door zombies te doden worden punten verdiend om andere wapens en munitie te kopen en bepaalde ruimtes met andere wapens te openen. De zombies komen in golven. Hoe meer golven de speler overleeft, des te meer zombies er tegelijkertijd komen, hoe sneller ze lopen en hoe moeilijker ze dood te krijgen zijn. De speler kan meer punten maken door een headshot (schot in het hoofd) te maken of door de zombies neer te steken met zijn mes.
Er zijn naast "Nacht der Untoten" drie extra zombie maps beschikbaar via DLC: "Verrückt" (Duits: geschift, gek), "Shi no numa" (Japans: "死の沼" moeras des doods) en "Der Riese" (Duits: de reus). Al deze maps zijn ook te verkrijgen in Call of Duty: Black Ops met de Rezurrection DLC.
"Nacht der Untoten" speelt zich af in een bunker ergens in het oosten van Duitsland. Vlak naast de bunker bevindt zich een vernield vliegtuig en binnen de bunker bevinden zich verschillende dozen en kisten met het hakenkruis erop. "Verrückt" speelt zich af in een vernield en verlaten gekkenhuis genaamd het Wittenau Sanatorium ergens in Berlijn. In dit gebouw zijn er veel bloedsporen aanwezig en verschillende martelapparaten. Zo is het mogelijk om huilende mensen of baby's te horen in een oven of een schreeuwende man op een tandartsstoel. "Shi-no-Numa" is de eerste map die zich afspeelt in een moeras in Japan. Dit is ook de eerste keer waarbij een speler het gebouw kan verlaten en buiten tegen zombies kan strijden. In deze map zijn er vele Easter-eggs aanwezig die extra tips geven over het verhaallijn. Dit is ook de eerste keer dat de bekende personages (Takeo Masaki, Tank Dempsey, Edward Richtofen en Nikolai Belinski) speelbaar zijn. Daarvoor ging het steeds om onbekende soldaten. Deze 4 personages komen ook voor in Call of Duty: Black ops en hierna in dlc 4 genaamd apocalypse van Black ops 2. De laatste map: "Der Riese", speelt zich af in het geheime laboratorium van groep 935 in Duitsland. In deze map komen er voor de eerste keer 'teleporters' voor. Deze geven je de mogelijkheid om terug naar de beginplaats van de map te teleporteren, maar zijn enkel bruikbaar na het linken van deze teleporters aan de hoofdserver van het hele gebouw. Na het linken van alle teleporters kunnen de spelers de Pack a Punch gebruiken, een machine die de vuurkracht van wapens verbeterd. Ook hier zijn er meerdere easter-eggs waarmee je de verhaallijn verder kunt begrijpen, zoals verborgen audio opnames en de "Fly Trap". Dit is de laatste map. Op het einde zouden de 4 personages de teleporters weer gebruiken om te ontsnappen aan de zombies, maar doordat de Wunderwaffe DG-2 het systeem overbelast, komen ze terecht in de jaren 60. Vanaf dan is het verder speelbaar in Call of Duty: Black Ops
Er is ook een apart nazi-zombiespel voor de iOS uitgebracht genaamd Call of Duty: World at War: Zombies.

## Ontwikkeling

### Minimale systeemeisen
Microsoft Windows
- Besturingssysteem: Windows XP of Windows Vista
- CPU: Intel Pentium 4 3 GHz or AMD 64 3200+ processor
- Geheugen: 512 MB (1 GB for Vista)
- Hardeschijf: 2 GB vrije ruimte op de harde schijf
- Videokaart: 256MB Nvidia Geforce 6600GT/ATI Radeon 1600XT (Shader Model 3.0)
- Geluid: DirectX 9.0-compatibel

World at War werd op 23 juni 2008 aangekondigd door Activision en Treyarch en zou uitkomen in herfst 2008 en zou zich in een Tweede Wereldoorlog afspelen. Het spel was ongeveer al 2 jaar in ontwikkeling, 2 keer zo lang als Treyarch’ vorige titel Call of Duty 3. Het spel werkt met een verbeterde versie van Call of Duty 4: Modern Warfare-engine, met verscheidene verbeteringen aan het fysicamodel. Omgevingen zijn meer verwoestbaar en kunnen in brand worden gezet met onder andere de vlammenwerper, wat ook nog uitbreiding van dat vuur bevat. Niet lang daarna gaf Treyarch moddinggereedschappen uit; deze gereedschappen waren dezelfde als die welke waren gebruikt om alle andere Call of Duty-spellen te maken, maar met kleine veranderingen per versie. Deze konden online gedownload worden. Kiefer Sutherland en Gary Oldman waren gecast als stemacteur voor het spel. Sutherland speelt het vertellende personage van de Amerikaanse campagne, Sergeant Roebuck. Oldman speelt de stem van de Sovjetverteller, Sergeant Reznov. Een levensgrote replica van een PBY Catalina was gebouwd voor motion capture.

### Audio
De muziek voor Call of Duty: World ar War is gecomponeerd door Sean Murray. Hij werd ingehuurd nadat Brian Tuey, Treyarchs audio-regisseur, Murray had benaderd. Murray zei dat ze eerder samengewerkt hadden met True Crime: New York City, het vervolg op het eerdere True Crime: Streets of LA en dat “hij [Tuey] wist dat ik een frisse kijk op Call of Duty: World at War kon brengen”. Dit leidde er ook toe dat Adam Levenson, de audio-regisseur van Activision, om hulp werd gevraagd.
Murray zei dat hij de muziek leuker en intenser wilde maken, maar ook “een specifiek muzikaal pad dat de psyche van de gameplay volgt” maken.
De nieuwe technologie van occlusie, welke het geluid verandert dat een nabij object maakt afhangend van andere objecten die het pad van dat object blokkeren, zoals muren, is aan World ar War toegevoegd.
Het spel heeft verschillende graden van “verstomd” geluid, afhangend van de objecten waar het doorheen gaat. Een dikke muur zorgt voor een meer verstomd geluid dan een dunne, kleine muur.
Voor de eerste keer in een Call of Duty-spel, is de speler in staat te vertellen of er iemand naast hem loopt of boven of onder hem. Hetzelfde geldt voor een schot dat gevuurd wordt. Er zit een verschil in het geluid als het schot van ver weg gevuurd wordt of van dichtbij, maar vanachter een solide object.
De andere technologie van stroom (als in “constante verandering” of “vloeien”) werd ook ontwikkeld door middel van fonografie. Het World at War-team reisde af naar een woestijn met bergen aan beide kanten om frequenties op te nemen van wapens uit de Tweede Wereldoorlog.
Microfoons werden geplaatst op ongeveer 54 meter afstand, zowel voor als achter het geweer, om zo de echo op te nemen. Deze werden later gerepliceerd en ontwikkeld in de studio voor de software van het spel. Dit houdt in dat de speler een schot van een sluipschutter nauwkeurig kan aanwijzen, wanneer het geluid daarvan van de speler afkaatst. Zo ook het geluid van het eerste ‘pop’ geluid van een ontploffende handgranaat en dan het granaats luide ‘woesj’ geluid dat begint waar de granaat ontplofte en eindigt achter de speler. Het ‘stroomsysteem’ combineert ook samen met het occlusiesysteem.

## Platformen
Een speciaal team is gaan werken aan een aparte versie voor de Nintendo Wii. Met ondersteuning voor de Wii Zapper, een soort geweer-controller, is het mogelijk dit spel ook op het populaire Japanse platform te beleven. Ook ontwikkelde Treyarch het spel voor de pc, in tegenstelling tot Call of Duty 3.
Voor de Nintendo DS is het spel ook uitgebracht en deze bevat online gameplay voor maximaal 4 personen. Ook de PlayStation 2 heeft een versie gekregen, genaamd Call of Duty: World at War: Final Fronts. Het spel verschilt drastisch van de andere versies (Xbox 360, PlayStation 3 en Nintendo Wii), zowel voor de Nintendo DS als voor de PlayStation 2. In Final Fronts speelt de speler ook als een Brit nabij de Rijn en als een andere Amerikaan, Lucas Gibson, die vooral actief is in Luxemburg en Oostenrijk.